# Tbilisi (stacja kolejowa)
Tbilisi – stacja kolejowa w Tbilisi, w Gruzji. Jest największą stacją kolejową w kraju. Ma 3 perony.